# Unicodeblock Halbbreite und vollbreite Formen
Der Unicodeblock Halbbreite und vollbreite Formen (engl. Halfwidth and Fullwidth Forms, U+FF00 bis U+FFEF) enthält vollbreite lateinische Buchstaben und Zahlen sowie halbbreite Katakana-Zeichen und Hangeul-Jamos, die in ostasiatischen Zeichensätzen verwendet werden. Halbbreite Zeichen sind nur so breit wie ein lateinischer Buchstabe, vollbreite Zeichen so breit wie ein Han-Ideogramm und zur Verwendung als Einzelbuchstaben oder -zeichen innerhalb ostasiatischer Texte oder einzelne Wörter in vertikalem Text gedacht. Die vollbreiten Zeichen  stammen ursprünglich aus 1-Byte-Zeichensätzen.

## Tabelle
| Unicodenummer  | Zeichen (400 %) | Kategorie                               | Bidirektionale Klasse       | Offizielle Bezeichnung                           | Beschreibung                               |
| -------------- | --------------- | --------------------------------------- | --------------------------- | ------------------------------------------------ | ------------------------------------------ |
| U+FF01 (65281) | ！              | andere Interpunktion                    | anderes neutrales Zeichen   | FULLWIDTH EXCLAMATION MARK                       | Vollbreites Ausrufezeichen                 |
| U+FF02 (65282) | ＂              | andere Interpunktion                    | anderes neutrales Zeichen   | FULLWIDTH QUOTATION MARK                         | Vollbreites Anführungszeichen              |
| U+FF03 (65283) | ＃              | andere Interpunktion                    | europäisches Schlusszeichen | FULLWIDTH NUMBER SIGN                            | Vollbreites Nummernzeichen                 |
| U+FF04 (65284) | ＄              | Währungssymbol                          | europäisches Schlusszeichen | FULLWIDTH DOLLAR SIGN                            | Vollbreites Dollarzeichen                  |
| U+FF05 (65285) | ％              | andere Interpunktion                    | europäisches Schlusszeichen | FULLWIDTH PERCENT SIGN                           | Vollbreites Prozentzeichen                 |
| U+FF06 (65286) | ＆              | andere Interpunktion                    | anderes neutrales Zeichen   | FULLWIDTH AMPERSAND                              | Vollbreites Und-Zeichen                    |
| U+FF07 (65287) | ＇              | andere Interpunktion                    | anderes neutrales Zeichen   | FULLWIDTH APOSTROPHE                             | Vollbreiter Apostroph                      |
| U+FF08 (65288) | （              | öffnende Punktierung (eines Paars)      | anderes neutrales Zeichen   | FULLWIDTH LEFT PARENTHESIS                       | Vollbreite linke Klammer                   |
| U+FF09 (65289) | ）              | schließende Punktierung (eines Paars)   | anderes neutrales Zeichen   | FULLWIDTH RIGHT PARENTHESIS                      | Vollbreite rechte Klammer                  |
| U+FF0A (65290) | ＊              | andere Interpunktion                    | anderes neutrales Zeichen   | FULLWIDTH ASTERISK                               | Vollbreites Sternchen                      |
| U+FF0B (65291) | ＋              | mathematisches Symbol                   | europäisches Trennzeichen   | FULLWIDTH PLUS SIGN                              | Vollbreites Pluszeichen                    |
| U+FF0C (65292) | ，              | andere Interpunktion                    | allgemeines Trennzeichen    | FULLWIDTH COMMA                                  | Vollbreites Komma                          |
| U+FF0D (65293) | －              | strichförmige Interpunktion             | europäisches Trennzeichen   | FULLWIDTH HYPHEN-MINUS                           | Vollbreites Bindestrich-Minus              |
| U+FF0E (65294) | ．              | andere Interpunktion                    | allgemeines Trennzeichen    | FULLWIDTH FULL STOP                              | Vollbreiter Punkt                          |
| U+FF0F (65295) | ／              | andere Interpunktion                    | allgemeines Trennzeichen    | FULLWIDTH SOLIDUS                                | Vollbreiter Schrägstrich                   |
| U+FF10 (65296) | ０              | Dezimalziffer                           | europäische Ziffer          | FULLWIDTH DIGIT ZERO                             | Vollbreite Ziffer Null                     |
| U+FF11 (65297) | １              | Dezimalziffer                           | europäische Ziffer          | FULLWIDTH DIGIT ONE                              | Vollbreite Ziffer Eins                     |
| U+FF12 (65298) | ２              | Dezimalziffer                           | europäische Ziffer          | FULLWIDTH DIGIT TWO                              | Vollbreite Ziffer Zwei                     |
| U+FF13 (65299) | ３              | Dezimalziffer                           | europäische Ziffer          | FULLWIDTH DIGIT THREE                            | Vollbreite Ziffer Drei                     |
| U+FF14 (65300) | ４              | Dezimalziffer                           | europäische Ziffer          | FULLWIDTH DIGIT FOUR                             | Vollbreite Ziffer Vier                     |
| U+FF15 (65301) | ５              | Dezimalziffer                           | europäische Ziffer          | FULLWIDTH DIGIT FIVE                             | Vollbreite Ziffer Fünf                     |
| U+FF16 (65302) | ６              | Dezimalziffer                           | europäische Ziffer          | FULLWIDTH DIGIT SIX                              | Vollbreite Ziffer Sechs                    |
| U+FF17 (65303) | ７              | Dezimalziffer                           | europäische Ziffer          | FULLWIDTH DIGIT SEVEN                            | Vollbreite Ziffer Sieben                   |
| U+FF18 (65304) | ８              | Dezimalziffer                           | europäische Ziffer          | FULLWIDTH DIGIT EIGHT                            | Vollbreite Ziffer Acht                     |
| U+FF19 (65305) | ９              | Dezimalziffer                           | europäische Ziffer          | FULLWIDTH DIGIT NINE                             | Vollbreite Ziffer Neun                     |
| U+FF1A (65306) | ：              | andere Interpunktion                    | allgemeines Trennzeichen    | FULLWIDTH COLON                                  | Vollbreiter Doppelpunkt                    |
| U+FF1B (65307) | ；              | andere Interpunktion                    | anderes neutrales Zeichen   | FULLWIDTH SEMICOLON                              | Vollbreites Semikolon                      |
| U+FF1C (65308) | ＜              | mathematisches Symbol                   | anderes neutrales Zeichen   | FULLWIDTH LESS-THAN SIGN                         | Vollbreites Kleiner-Als-Zeichen            |
| U+FF1D (65309) | ＝              | mathematisches Symbol                   | anderes neutrales Zeichen   | FULLWIDTH EQUALS SIGN                            | Vollbreites Gleichheitszeichen             |
| U+FF1E (65310) | ＞              | mathematisches Symbol                   | anderes neutrales Zeichen   | FULLWIDTH GREATER-THAN SIGN                      | Vollbreites Größer-Als-Zeichen             |
| U+FF1F (65311) | ？              | andere Interpunktion                    | anderes neutrales Zeichen   | FULLWIDTH QUESTION MARK                          | Vollbreites Fragezeichen                   |
| U+FF20 (65312) | ＠              | andere Interpunktion                    | anderes neutrales Zeichen   | FULLWIDTH COMMERCIAL AT                          | Vollbreites At-Zeichen                     |
| U+FF21 (65313) | Ａ              | Großbuchstabe                           | links nach rechts           | FULLWIDTH LATIN CAPITAL LETTER A                 | Vollbreiter lateinischer Großbuchstabe A   |
| U+FF22 (65314) | Ｂ              | Großbuchstabe                           | links nach rechts           | FULLWIDTH LATIN CAPITAL LETTER B                 | Vollbreiter lateinischer Großbuchstabe B   |
| U+FF23 (65315) | Ｃ              | Großbuchstabe                           | links nach rechts           | FULLWIDTH LATIN CAPITAL LETTER C                 | Vollbreiter lateinischer Großbuchstabe C   |
| U+FF24 (65316) | Ｄ              | Großbuchstabe                           | links nach rechts           | FULLWIDTH LATIN CAPITAL LETTER D                 | Vollbreiter lateinischer Großbuchstabe D   |
| U+FF25 (65317) | Ｅ              | Großbuchstabe                           | links nach rechts           | FULLWIDTH LATIN CAPITAL LETTER E                 | Vollbreiter lateinischer Großbuchstabe E   |
| U+FF26 (65318) | Ｆ              | Großbuchstabe                           | links nach rechts           | FULLWIDTH LATIN CAPITAL LETTER F                 | Vollbreiter lateinischer Großbuchstabe F   |
| U+FF27 (65319) | Ｇ              | Großbuchstabe                           | links nach rechts           | FULLWIDTH LATIN CAPITAL LETTER G                 | Vollbreiter lateinischer Großbuchstabe G   |
| U+FF28 (65320) | Ｈ              | Großbuchstabe                           | links nach rechts           | FULLWIDTH LATIN CAPITAL LETTER H                 | Vollbreiter lateinischer Großbuchstabe H   |
| U+FF29 (65321) | Ｉ              | Großbuchstabe                           | links nach rechts           | FULLWIDTH LATIN CAPITAL LETTER I                 | Vollbreiter lateinischer Großbuchstabe I   |
| U+FF2A (65322) | Ｊ              | Großbuchstabe                           | links nach rechts           | FULLWIDTH LATIN CAPITAL LETTER J                 | Vollbreiter lateinischer Großbuchstabe J   |
| U+FF2B (65323) | Ｋ              | Großbuchstabe                           | links nach rechts           | FULLWIDTH LATIN CAPITAL LETTER K                 | Vollbreiter lateinischer Großbuchstabe K   |
| U+FF2C (65324) | Ｌ              | Großbuchstabe                           | links nach rechts           | FULLWIDTH LATIN CAPITAL LETTER L                 | Vollbreiter lateinischer Großbuchstabe L   |
| U+FF2D (65325) | Ｍ              | Großbuchstabe                           | links nach rechts           | FULLWIDTH LATIN CAPITAL LETTER M                 | Vollbreiter lateinischer Großbuchstabe M   |
| U+FF2E (65326) | Ｎ              | Großbuchstabe                           | links nach rechts           | FULLWIDTH LATIN CAPITAL LETTER N                 | Vollbreiter lateinischer Großbuchstabe N   |
| U+FF2F (65327) | Ｏ              | Großbuchstabe                           | links nach rechts           | FULLWIDTH LATIN CAPITAL LETTER O                 | Vollbreiter lateinischer Großbuchstabe O   |
| U+FF30 (65328) | Ｐ              | Großbuchstabe                           | links nach rechts           | FULLWIDTH LATIN CAPITAL LETTER P                 | Vollbreiter lateinischer Großbuchstabe P   |
| U+FF31 (65329) | Ｑ              | Großbuchstabe                           | links nach rechts           | FULLWIDTH LATIN CAPITAL LETTER Q                 | Vollbreiter lateinischer Großbuchstabe Q   |
| U+FF32 (65330) | Ｒ              | Großbuchstabe                           | links nach rechts           | FULLWIDTH LATIN CAPITAL LETTER R                 | Vollbreiter lateinischer Großbuchstabe R   |
| U+FF33 (65331) | Ｓ              | Großbuchstabe                           | links nach rechts           | FULLWIDTH LATIN CAPITAL LETTER S                 | Vollbreiter lateinischer Großbuchstabe S   |
| U+FF34 (65332) | Ｔ              | Großbuchstabe                           | links nach rechts           | FULLWIDTH LATIN CAPITAL LETTER T                 | Vollbreiter lateinischer Großbuchstabe T   |
| U+FF35 (65333) | Ｕ              | Großbuchstabe                           | links nach rechts           | FULLWIDTH LATIN CAPITAL LETTER U                 | Vollbreiter lateinischer Großbuchstabe U   |
| U+FF36 (65334) | Ｖ              | Großbuchstabe                           | links nach rechts           | FULLWIDTH LATIN CAPITAL LETTER V                 | Vollbreiter lateinischer Großbuchstabe V   |
| U+FF37 (65335) | Ｗ              | Großbuchstabe                           | links nach rechts           | FULLWIDTH LATIN CAPITAL LETTER W                 | Vollbreiter lateinischer Großbuchstabe W   |
| U+FF38 (65336) | Ｘ              | Großbuchstabe                           | links nach rechts           | FULLWIDTH LATIN CAPITAL LETTER X                 | Vollbreiter lateinischer Großbuchstabe X   |
| U+FF39 (65337) | Ｙ              | Großbuchstabe                           | links nach rechts           | FULLWIDTH LATIN CAPITAL LETTER Y                 | Vollbreiter lateinischer Großbuchstabe Y   |
| U+FF3A (65338) | Ｚ              | Großbuchstabe                           | links nach rechts           | FULLWIDTH LATIN CAPITAL LETTER Z                 | Vollbreiter lateinischer Großbuchstabe Z   |
| U+FF3B (65339) | ［              | öffnende Punktierung (eines Paars)      | anderes neutrales Zeichen   | FULLWIDTH LEFT SQUARE BRACKET                    | Vollbreite linke eckige Klammer            |
| U+FF3C (65340) | ＼              | andere Interpunktion                    | anderes neutrales Zeichen   | FULLWIDTH REVERSE SOLIDUS                        | Vollbreiter umgekehrter Schrägstrich       |
| U+FF3D (65341) | ］              | schließende Punktierung (eines Paars)   | anderes neutrales Zeichen   | FULLWIDTH RIGHT SQUARE BRACKET                   | Vollbreite rechte eckige Klammer           |
| U+FF3E (65342) | ＾              | modifizierendes Symbol                  | anderes neutrales Zeichen   | FULLWIDTH CIRCUMFLEX ACCENT                      | Vollbreiter Zirkumflex                     |
| U+FF3F (65343) | ＿              | verbindende Interpunktion               | anderes neutrales Zeichen   | FULLWIDTH LOW LINE                               | Vollbreiter Unterstrich                    |
| U+FF40 (65344) | ｀              | modifizierendes Symbol                  | anderes neutrales Zeichen   | FULLWIDTH GRAVE ACCENT                           | Vollbreiter Gravis                         |
| U+FF41 (65345) | ａ              | Kleinbuchstabe                          | links nach rechts           | FULLWIDTH LATIN SMALL LETTER A                   | Vollbreiter lateinischer Kleinbuchstabe A  |
| U+FF42 (65346) | ｂ              | Kleinbuchstabe                          | links nach rechts           | FULLWIDTH LATIN SMALL LETTER B                   | Vollbreiter lateinischer Kleinbuchstabe B  |
| U+FF43 (65347) | ｃ              | Kleinbuchstabe                          | links nach rechts           | FULLWIDTH LATIN SMALL LETTER C                   | Vollbreiter lateinischer Kleinbuchstabe C  |
| U+FF44 (65348) | ｄ              | Kleinbuchstabe                          | links nach rechts           | FULLWIDTH LATIN SMALL LETTER D                   | Vollbreiter lateinischer Kleinbuchstabe D  |
| U+FF45 (65349) | ｅ              | Kleinbuchstabe                          | links nach rechts           | FULLWIDTH LATIN SMALL LETTER E                   | Vollbreiter lateinischer Kleinbuchstabe E  |
| U+FF46 (65350) | ｆ              | Kleinbuchstabe                          | links nach rechts           | FULLWIDTH LATIN SMALL LETTER F                   | Vollbreiter lateinischer Kleinbuchstabe F  |
| U+FF47 (65351) | ｇ              | Kleinbuchstabe                          | links nach rechts           | FULLWIDTH LATIN SMALL LETTER G                   | Vollbreiter lateinischer Kleinbuchstabe G  |
| U+FF48 (65352) | ｈ              | Kleinbuchstabe                          | links nach rechts           | FULLWIDTH LATIN SMALL LETTER H                   | Vollbreiter lateinischer Kleinbuchstabe H  |
| U+FF49 (65353) | ｉ              | Kleinbuchstabe                          | links nach rechts           | FULLWIDTH LATIN SMALL LETTER I                   | Vollbreiter lateinischer Kleinbuchstabe I  |
| U+FF4A (65354) | ｊ              | Kleinbuchstabe                          | links nach rechts           | FULLWIDTH LATIN SMALL LETTER J                   | Vollbreiter lateinischer Kleinbuchstabe J  |
| U+FF4B (65355) | ｋ              | Kleinbuchstabe                          | links nach rechts           | FULLWIDTH LATIN SMALL LETTER K                   | Vollbreiter lateinischer Kleinbuchstabe K  |
| U+FF4C (65356) | ｌ              | Kleinbuchstabe                          | links nach rechts           | FULLWIDTH LATIN SMALL LETTER L                   | Vollbreiter lateinischer Kleinbuchstabe L  |
| U+FF4D (65357) | ｍ              | Kleinbuchstabe                          | links nach rechts           | FULLWIDTH LATIN SMALL LETTER M                   | Vollbreiter lateinischer Kleinbuchstabe M  |
| U+FF4E (65358) | ｎ              | Kleinbuchstabe                          | links nach rechts           | FULLWIDTH LATIN SMALL LETTER N                   | Vollbreiter lateinischer Kleinbuchstabe N  |
| U+FF4F (65359) | ｏ              | Kleinbuchstabe                          | links nach rechts           | FULLWIDTH LATIN SMALL LETTER O                   | Vollbreiter lateinischer Kleinbuchstabe O  |
| U+FF50 (65360) | ｐ              | Kleinbuchstabe                          | links nach rechts           | FULLWIDTH LATIN SMALL LETTER P                   | Vollbreiter lateinischer Kleinbuchstabe P  |
| U+FF51 (65361) | ｑ              | Kleinbuchstabe                          | links nach rechts           | FULLWIDTH LATIN SMALL LETTER Q                   | Vollbreiter lateinischer Kleinbuchstabe Q  |
| U+FF52 (65362) | ｒ              | Kleinbuchstabe                          | links nach rechts           | FULLWIDTH LATIN SMALL LETTER R                   | Vollbreiter lateinischer Kleinbuchstabe R  |
| U+FF53 (65363) | ｓ              | Kleinbuchstabe                          | links nach rechts           | FULLWIDTH LATIN SMALL LETTER S                   | Vollbreiter lateinischer Kleinbuchstabe S  |
| U+FF54 (65364) | ｔ              | Kleinbuchstabe                          | links nach rechts           | FULLWIDTH LATIN SMALL LETTER T                   | Vollbreiter lateinischer Kleinbuchstabe T  |
| U+FF55 (65365) | ｕ              | Kleinbuchstabe                          | links nach rechts           | FULLWIDTH LATIN SMALL LETTER U                   | Vollbreiter lateinischer Kleinbuchstabe U  |
| U+FF56 (65366) | ｖ              | Kleinbuchstabe                          | links nach rechts           | FULLWIDTH LATIN SMALL LETTER V                   | Vollbreiter lateinischer Kleinbuchstabe V  |
| U+FF57 (65367) | ｗ              | Kleinbuchstabe                          | links nach rechts           | FULLWIDTH LATIN SMALL LETTER W                   | Vollbreiter lateinischer Kleinbuchstabe W  |
| U+FF58 (65368) | ｘ              | Kleinbuchstabe                          | links nach rechts           | FULLWIDTH LATIN SMALL LETTER X                   | Vollbreiter lateinischer Kleinbuchstabe X  |
| U+FF59 (65369) | ｙ              | Kleinbuchstabe                          | links nach rechts           | FULLWIDTH LATIN SMALL LETTER Y                   | Vollbreiter lateinischer Kleinbuchstabe Y  |
| U+FF5A (65370) | ｚ              | Kleinbuchstabe                          | links nach rechts           | FULLWIDTH LATIN SMALL LETTER Z                   | Vollbreiter lateinischer Kleinbuchstabe Z  |
| U+FF5B (65371) | ｛              | öffnende Punktierung (eines Paars)      | anderes neutrales Zeichen   | FULLWIDTH LEFT CURLY BRACKET                     | Vollbreite linke geschweifte Klammer       |
| U+FF5C (65372) | ｜              | mathematisches Symbol                   | anderes neutrales Zeichen   | FULLWIDTH VERTICAL LINE                          | Vollbreite vertikale Linie                 |
| U+FF5D (65373) | ｝              | schließende Punktierung (eines Paars)   | anderes neutrales Zeichen   | FULLWIDTH RIGHT CURLY BRACKET                    | Vollbreite rechte geschweifte Klammer      |
| U+FF5E (65374) | ～              | mathematisches Symbol                   | anderes neutrales Zeichen   | FULLWIDTH TILDE                                  | Vollbreite Tilde                           |
| U+FF5F (65375) | ｟              | öffnende Punktierung (eines Paars)      | anderes neutrales Zeichen   | FULLWIDTH LEFT WHITE PARENTHESIS                 | Vollbreite linke weiße Klammer             |
| U+FF60 (65376) | ｠              | schließende Punktierung (eines Paars)   | anderes neutrales Zeichen   | FULLWIDTH RIGHT WHITE PARENTHESIS                | Vollbreite rechte weiße Klammer            |
| U+FF61 (65377) | ｡               | andere Interpunktion                    | anderes neutrales Zeichen   | HALFWIDTH IDEOGRAPHIC FULL STOP                  | Halbbreiter ideographischer Punkt          |
| U+FF62 (65378) | ｢               | öffnende Punktierung (eines Paars)      | anderes neutrales Zeichen   | HALFWIDTH LEFT CORNER BRACKET                    | Halbbreite linke Eckklammer                |
| U+FF63 (65379) | ｣               | schließende Punktierung (eines Paars)   | anderes neutrales Zeichen   | HALFWIDTH RIGHT CORNER BRACKET                   | Halbbreite rechte Eckklammer               |
| U+FF64 (65380) | ､               | andere Interpunktion                    | anderes neutrales Zeichen   | HALFWIDTH IDEOGRAPHIC COMMA                      | Halbbreites ideographisches Komma          |
| U+FF65 (65381) | ･               | andere Interpunktion                    | anderes neutrales Zeichen   | HALFWIDTH KATAKANA MIDDLE DOT                    | Halbbreiter Katakana-Mittelpunkt           |
| U+FF66 (65382) | ｦ               | anderer Buchstabe, Silbe oder Ideogramm | links nach rechts           | HALFWIDTH KATAKANA LETTER WO                     | Halbbreites Katakana-Zeichen Wo            |
| U+FF67 (65383) | ｧ               | anderer Buchstabe, Silbe oder Ideogramm | links nach rechts           | HALFWIDTH KATAKANA LETTER SMALL A                | Halbbreites Katakana-Zeichen kleines A     |
| U+FF68 (65384) | ｨ               | anderer Buchstabe, Silbe oder Ideogramm | links nach rechts           | HALFWIDTH KATAKANA LETTER SMALL I                | Halbbreites Katakana-Zeichen kleines I     |
| U+FF69 (65385) | ｩ               | anderer Buchstabe, Silbe oder Ideogramm | links nach rechts           | HALFWIDTH KATAKANA LETTER SMALL U                | Halbbreites Katakana-Zeichen kleines U     |
| U+FF6A (65386) | ｪ               | anderer Buchstabe, Silbe oder Ideogramm | links nach rechts           | HALFWIDTH KATAKANA LETTER SMALL E                | Halbbreites Katakana-Zeichen kleines E     |
| U+FF6B (65387) | ｫ               | anderer Buchstabe, Silbe oder Ideogramm | links nach rechts           | HALFWIDTH KATAKANA LETTER SMALL O                | Halbbreites Katakana-Zeichen kleines O     |
| U+FF6C (65388) | ｬ               | anderer Buchstabe, Silbe oder Ideogramm | links nach rechts           | HALFWIDTH KATAKANA LETTER SMALL YA               | Halbbreites Katakana-Zeichen kleines Ya    |
| U+FF6D (65389) | ｭ               | anderer Buchstabe, Silbe oder Ideogramm | links nach rechts           | HALFWIDTH KATAKANA LETTER SMALL YU               | Halbbreites Katakana-Zeichen kleines Yu    |
| U+FF6E (65390) | ｮ               | anderer Buchstabe, Silbe oder Ideogramm | links nach rechts           | HALFWIDTH KATAKANA LETTER SMALL YO               | Halbbreites Katakana-Zeichen kleines Yo    |
| U+FF6F (65391) | ｯ               | anderer Buchstabe, Silbe oder Ideogramm | links nach rechts           | HALFWIDTH KATAKANA LETTER SMALL TU               | Halbbreites Katakana-Zeichen kleines Tu    |
| U+FF70 (65392) | ｰ               | modifizierender Buchstabe               | links nach rechts           | HALFWIDTH KATAKANA-HIRAGANA PROLONGED SOUND MARK | Halbbreites Kana-Längungszeichen           |
| U+FF71 (65393) | ｱ               | anderer Buchstabe, Silbe oder Ideogramm | links nach rechts           | HALFWIDTH KATAKANA LETTER A                      | Halbbreites Katakana-Zeichen A             |
| U+FF72 (65394) | ｲ               | anderer Buchstabe, Silbe oder Ideogramm | links nach rechts           | HALFWIDTH KATAKANA LETTER I                      | Halbbreites Katakana-Zeichen I             |
| U+FF73 (65395) | ｳ               | anderer Buchstabe, Silbe oder Ideogramm | links nach rechts           | HALFWIDTH KATAKANA LETTER U                      | Halbbreites Katakana-Zeichen U             |
| U+FF74 (65396) | ｴ               | anderer Buchstabe, Silbe oder Ideogramm | links nach rechts           | HALFWIDTH KATAKANA LETTER E                      | Halbbreites Katakana-Zeichen E             |
| U+FF75 (65397) | ｵ               | anderer Buchstabe, Silbe oder Ideogramm | links nach rechts           | HALFWIDTH KATAKANA LETTER O                      | Halbbreites Katakana-Zeichen O             |
| U+FF76 (65398) | ｶ               | anderer Buchstabe, Silbe oder Ideogramm | links nach rechts           | HALFWIDTH KATAKANA LETTER KA                     | Halbbreites Katakana-Zeichen Ka            |
| U+FF77 (65399) | ｷ               | anderer Buchstabe, Silbe oder Ideogramm | links nach rechts           | HALFWIDTH KATAKANA LETTER KI                     | Halbbreites Katakana-Zeichen Ki            |
| U+FF78 (65400) | ｸ               | anderer Buchstabe, Silbe oder Ideogramm | links nach rechts           | HALFWIDTH KATAKANA LETTER KU                     | Halbbreites Katakana-Zeichen Ku            |
| U+FF79 (65401) | ｹ               | anderer Buchstabe, Silbe oder Ideogramm | links nach rechts           | HALFWIDTH KATAKANA LETTER KE                     | Halbbreites Katakana-Zeichen Ke            |
| U+FF7A (65402) | ｺ               | anderer Buchstabe, Silbe oder Ideogramm | links nach rechts           | HALFWIDTH KATAKANA LETTER KO                     | Halbbreites Katakana-Zeichen Ko            |
| U+FF7B (65403) | ｻ               | anderer Buchstabe, Silbe oder Ideogramm | links nach rechts           | HALFWIDTH KATAKANA LETTER SA                     | Halbbreites Katakana-Zeichen Sa            |
| U+FF7C (65404) | ｼ               | anderer Buchstabe, Silbe oder Ideogramm | links nach rechts           | HALFWIDTH KATAKANA LETTER SI                     | Halbbreites Katakana-Zeichen Si (Shi)      |
| U+FF7D (65405) | ｽ               | anderer Buchstabe, Silbe oder Ideogramm | links nach rechts           | HALFWIDTH KATAKANA LETTER SU                     | Halbbreites Katakana-Zeichen Su            |
| U+FF7E (65406) | ｾ               | anderer Buchstabe, Silbe oder Ideogramm | links nach rechts           | HALFWIDTH KATAKANA LETTER SE                     | Halbbreites Katakana-Zeichen Se            |
| U+FF7F (65407) | ｿ               | anderer Buchstabe, Silbe oder Ideogramm | links nach rechts           | HALFWIDTH KATAKANA LETTER SO                     | Halbbreites Katakana-Zeichen So            |
| U+FF80 (65408) | ﾀ               | anderer Buchstabe, Silbe oder Ideogramm | links nach rechts           | HALFWIDTH KATAKANA LETTER TA                     | Halbbreites Katakana-Zeichen Ta            |
| U+FF81 (65409) | ﾁ               | anderer Buchstabe, Silbe oder Ideogramm | links nach rechts           | HALFWIDTH KATAKANA LETTER TI                     | Halbbreites Katakana-Zeichen Ti (Chi)      |
| U+FF82 (65410) | ﾂ               | anderer Buchstabe, Silbe oder Ideogramm | links nach rechts           | HALFWIDTH KATAKANA LETTER TU                     | Halbbreites Katakana-Zeichen Tu (Tsu)      |
| U+FF83 (65411) | ﾃ               | anderer Buchstabe, Silbe oder Ideogramm | links nach rechts           | HALFWIDTH KATAKANA LETTER TE                     | Halbbreites Katakana-Zeichen Te            |
| U+FF84 (65412) | ﾄ               | anderer Buchstabe, Silbe oder Ideogramm | links nach rechts           | HALFWIDTH KATAKANA LETTER TO                     | Halbbreites Katakana-Zeichen To            |
| U+FF85 (65413) | ﾅ               | anderer Buchstabe, Silbe oder Ideogramm | links nach rechts           | HALFWIDTH KATAKANA LETTER NA                     | Halbbreites Katakana-Zeichen Na            |
| U+FF86 (65414) | ﾆ               | anderer Buchstabe, Silbe oder Ideogramm | links nach rechts           | HALFWIDTH KATAKANA LETTER NI                     | Halbbreites Katakana-Zeichen Ni            |
| U+FF87 (65415) | ﾇ               | anderer Buchstabe, Silbe oder Ideogramm | links nach rechts           | HALFWIDTH KATAKANA LETTER NU                     | Halbbreites Katakana-Zeichen Nu            |
| U+FF88 (65416) | ﾈ               | anderer Buchstabe, Silbe oder Ideogramm | links nach rechts           | HALFWIDTH KATAKANA LETTER NE                     | Halbbreites Katakana-Zeichen Ne            |
| U+FF89 (65417) | ﾉ               | anderer Buchstabe, Silbe oder Ideogramm | links nach rechts           | HALFWIDTH KATAKANA LETTER NO                     | Halbbreites Katakana-Zeichen No            |
| U+FF8A (65418) | ﾊ               | anderer Buchstabe, Silbe oder Ideogramm | links nach rechts           | HALFWIDTH KATAKANA LETTER HA                     | Halbbreites Katakana-Zeichen Ha            |
| U+FF8B (65419) | ﾋ               | anderer Buchstabe, Silbe oder Ideogramm | links nach rechts           | HALFWIDTH KATAKANA LETTER HI                     | Halbbreites Katakana-Zeichen Hi            |
| U+FF8C (65420) | ﾌ               | anderer Buchstabe, Silbe oder Ideogramm | links nach rechts           | HALFWIDTH KATAKANA LETTER HU                     | Halbbreites Katakana-Zeichen Hu (Fu)       |
| U+FF8D (65421) | ﾍ               | anderer Buchstabe, Silbe oder Ideogramm | links nach rechts           | HALFWIDTH KATAKANA LETTER HE                     | Halbbreites Katakana-Zeichen He            |
| U+FF8E (65422) | ﾎ               | anderer Buchstabe, Silbe oder Ideogramm | links nach rechts           | HALFWIDTH KATAKANA LETTER HO                     | Halbbreites Katakana-Zeichen Ho            |
| U+FF8F (65423) | ﾏ               | anderer Buchstabe, Silbe oder Ideogramm | links nach rechts           | HALFWIDTH KATAKANA LETTER MA                     | Halbbreites Katakana-Zeichen Ma            |
| U+FF90 (65424) | ﾐ               | anderer Buchstabe, Silbe oder Ideogramm | links nach rechts           | HALFWIDTH KATAKANA LETTER MI                     | Halbbreites Katakana-Zeichen Mi            |
| U+FF91 (65425) | ﾑ               | anderer Buchstabe, Silbe oder Ideogramm | links nach rechts           | HALFWIDTH KATAKANA LETTER MU                     | Halbbreites Katakana-Zeichen Mu            |
| U+FF92 (65426) | ﾒ               | anderer Buchstabe, Silbe oder Ideogramm | links nach rechts           | HALFWIDTH KATAKANA LETTER ME                     | Halbbreites Katakana-Zeichen Me            |
| U+FF93 (65427) | ﾓ               | anderer Buchstabe, Silbe oder Ideogramm | links nach rechts           | HALFWIDTH KATAKANA LETTER MO                     | Halbbreites Katakana-Zeichen Mo            |
| U+FF94 (65428) | ﾔ               | anderer Buchstabe, Silbe oder Ideogramm | links nach rechts           | HALFWIDTH KATAKANA LETTER YA                     | Halbbreites Katakana-Zeichen Ya            |
| U+FF95 (65429) | ﾕ               | anderer Buchstabe, Silbe oder Ideogramm | links nach rechts           | HALFWIDTH KATAKANA LETTER YU                     | Halbbreites Katakana-Zeichen Yu            |
| U+FF96 (65430) | ﾖ               | anderer Buchstabe, Silbe oder Ideogramm | links nach rechts           | HALFWIDTH KATAKANA LETTER YO                     | Halbbreites Katakana-Zeichen Yo            |
| U+FF97 (65431) | ﾗ               | anderer Buchstabe, Silbe oder Ideogramm | links nach rechts           | HALFWIDTH KATAKANA LETTER RA                     | Halbbreites Katakana-Zeichen Ra            |
| U+FF98 (65432) | ﾘ               | anderer Buchstabe, Silbe oder Ideogramm | links nach rechts           | HALFWIDTH KATAKANA LETTER RI                     | Halbbreites Katakana-Zeichen Ri            |
| U+FF99 (65433) | ﾙ               | anderer Buchstabe, Silbe oder Ideogramm | links nach rechts           | HALFWIDTH KATAKANA LETTER RU                     | Halbbreites Katakana-Zeichen Ru            |
| U+FF9A (65434) | ﾚ               | anderer Buchstabe, Silbe oder Ideogramm | links nach rechts           | HALFWIDTH KATAKANA LETTER RE                     | Halbbreites Katakana-Zeichen Re            |
| U+FF9B (65435) | ﾛ               | anderer Buchstabe, Silbe oder Ideogramm | links nach rechts           | HALFWIDTH KATAKANA LETTER RO                     | Halbbreites Katakana-Zeichen Ro            |
| U+FF9C (65436) | ﾜ               | anderer Buchstabe, Silbe oder Ideogramm | links nach rechts           | HALFWIDTH KATAKANA LETTER WA                     | Halbbreites Katakana-Zeichen Wa            |
| U+FF9D (65437) | ﾝ               | anderer Buchstabe, Silbe oder Ideogramm | links nach rechts           | HALFWIDTH KATAKANA LETTER N                      | Halbbreites Katakana-Zeichen N             |
| U+FF9E (65438) | ﾞ               | modifizierender Buchstabe               | links nach rechts           | HALFWIDTH KATAKANA VOICED SOUND MARK             | Halbbreites Katakana-Stimmhaft-Zeichen     |
| U+FF9F (65439) | ﾟ               | modifizierender Buchstabe               | links nach rechts           | HALFWIDTH KATAKANA SEMI-VOICED SOUND MARK        | Halbbreites Katakana-Halbstimmhaft-Zeichen |
| U+FFA0 (65440) | ﾠ               | anderer Buchstabe, Silbe oder Ideogramm | links nach rechts           | HALFWIDTH HANGUL FILLER                          | Halbbreites Hangeul-Füllzeichen            |
| U+FFA1 (65441) | ﾡ               | anderer Buchstabe, Silbe oder Ideogramm | links nach rechts           | HALFWIDTH HANGUL LETTER KIYEOK                   | Halbbreiter Hangeul-Jamo Kiyeok            |
| U+FFA2 (65442) | ﾢ               | anderer Buchstabe, Silbe oder Ideogramm | links nach rechts           | HALFWIDTH HANGUL LETTER SSANGKIYEOK              | Halbbreiter Hangeul-Jamo Ssangkiyeok       |
| U+FFA3 (65443) | ﾣ               | anderer Buchstabe, Silbe oder Ideogramm | links nach rechts           | HALFWIDTH HANGUL LETTER KIYEOK-SIOS              | Halbbreiter Hangeul-Jamo Kiyeok-Sios       |
| U+FFA4 (65444) | ﾤ               | anderer Buchstabe, Silbe oder Ideogramm | links nach rechts           | HALFWIDTH HANGUL LETTER NIEUN                    | Halbbreiter Hangeul-Jamo Nieun             |
| U+FFA5 (65445) | ﾥ               | anderer Buchstabe, Silbe oder Ideogramm | links nach rechts           | HALFWIDTH HANGUL LETTER NIEUN-CIEUC              | Halbbreiter Hangeul-Jamo Nieun-Cieuc       |
| U+FFA6 (65446) | ﾦ               | anderer Buchstabe, Silbe oder Ideogramm | links nach rechts           | HALFWIDTH HANGUL LETTER NIEUN-HIEUH              | Halbbreiter Hangeul-Jamo Nieun-Hieuh       |
| U+FFA7 (65447) | ﾧ               | anderer Buchstabe, Silbe oder Ideogramm | links nach rechts           | HALFWIDTH HANGUL LETTER TIKEUT                   | Halbbreiter Hangeul-Jamo Tikeut            |
| U+FFA8 (65448) | ﾨ               | anderer Buchstabe, Silbe oder Ideogramm | links nach rechts           | HALFWIDTH HANGUL LETTER SSANGTIKEUT              | Halbbreiter Hangeul-Jamo Ssangtikeut       |
| U+FFA9 (65449) | ﾩ               | anderer Buchstabe, Silbe oder Ideogramm | links nach rechts           | HALFWIDTH HANGUL LETTER RIEUL                    | Halbbreiter Hangeul-Jamo Rieul             |
| U+FFAA (65450) | ﾪ               | anderer Buchstabe, Silbe oder Ideogramm | links nach rechts           | HALFWIDTH HANGUL LETTER RIEUL-KIYEOK             | Halbbreiter Hangeul-Jamo Rieul-Kiyeok      |
| U+FFAB (65451) | ﾫ               | anderer Buchstabe, Silbe oder Ideogramm | links nach rechts           | HALFWIDTH HANGUL LETTER RIEUL-MIEUM              | Halbbreiter Hangeul-Jamo Rieul-Mieum       |
| U+FFAC (65452) | ﾬ               | anderer Buchstabe, Silbe oder Ideogramm | links nach rechts           | HALFWIDTH HANGUL LETTER RIEUL-PIEUP              | Halbbreiter Hangeul-Jamo Rieul-Pieup       |
| U+FFAD (65453) | ﾭ               | anderer Buchstabe, Silbe oder Ideogramm | links nach rechts           | HALFWIDTH HANGUL LETTER RIEUL-SIOS               | Halbbreiter Hangeul-Jamo Rieul-Sios        |
| U+FFAE (65454) | ﾮ               | anderer Buchstabe, Silbe oder Ideogramm | links nach rechts           | HALFWIDTH HANGUL LETTER RIEUL-THIEUTH            | Halbbreiter Hangeul-Jamo Rieul-Thieuth     |
| U+FFAF (65455) | ﾯ               | anderer Buchstabe, Silbe oder Ideogramm | links nach rechts           | HALFWIDTH HANGUL LETTER RIEUL-PHIEUPH            | Halbbreiter Hangeul-Jamo Rieul-Phieuph     |
| U+FFB0 (65456) | ﾰ               | anderer Buchstabe, Silbe oder Ideogramm | links nach rechts           | HALFWIDTH HANGUL LETTER RIEUL-HIEUH              | Halbbreiter Hangeul-Jamo Rieul-Hieuh       |
| U+FFB1 (65457) | ﾱ               | anderer Buchstabe, Silbe oder Ideogramm | links nach rechts           | HALFWIDTH HANGUL LETTER MIEUM                    | Halbbreiter Hangeul-Jamo Mieum             |
| U+FFB2 (65458) | ﾲ               | anderer Buchstabe, Silbe oder Ideogramm | links nach rechts           | HALFWIDTH HANGUL LETTER PIEUP                    | Halbbreiter Hangeul-Jamo Pieup             |
| U+FFB3 (65459) | ﾳ               | anderer Buchstabe, Silbe oder Ideogramm | links nach rechts           | HALFWIDTH HANGUL LETTER SSANGPIEUP               | Halbbreiter Hangeul-Jamo Ssangpieup        |
| U+FFB4 (65460) | ﾴ               | anderer Buchstabe, Silbe oder Ideogramm | links nach rechts           | HALFWIDTH HANGUL LETTER PIEUP-SIOS               | Halbbreiter Hangeul-Jamo Pieup-SIos        |
| U+FFB5 (65461) | ﾵ               | anderer Buchstabe, Silbe oder Ideogramm | links nach rechts           | HALFWIDTH HANGUL LETTER SIOS                     | Halbbreiter Hangeul-Jamo Sios              |
| U+FFB6 (65462) | ﾶ               | anderer Buchstabe, Silbe oder Ideogramm | links nach rechts           | HALFWIDTH HANGUL LETTER SSANGSIOS                | Halbbreiter Hangeul-Jamo Ssangsios         |
| U+FFB7 (65463) | ﾷ               | anderer Buchstabe, Silbe oder Ideogramm | links nach rechts           | HALFWIDTH HANGUL LETTER IEUNG                    | Halbbreiter Hangeul-Jamo Ieung             |
| U+FFB8 (65464) | ﾸ               | anderer Buchstabe, Silbe oder Ideogramm | links nach rechts           | HALFWIDTH HANGUL LETTER CIEUC                    | Halbbreiter Hangeul-Jamo Cieuc             |
| U+FFB9 (65465) | ﾹ               | anderer Buchstabe, Silbe oder Ideogramm | links nach rechts           | HALFWIDTH HANGUL LETTER SSANGCIEUC               | Halbbreiter Hangeul-Jamo Ssangcieuc        |
| U+FFBA (65466) | ﾺ               | anderer Buchstabe, Silbe oder Ideogramm | links nach rechts           | HALFWIDTH HANGUL LETTER CHIEUCH                  | Halbbreiter Hangeul-Jamo Cheiuch           |
| U+FFBB (65467) | ﾻ               | anderer Buchstabe, Silbe oder Ideogramm | links nach rechts           | HALFWIDTH HANGUL LETTER KHIEUKH                  | Halbbreiter Hangeul-Jamo Khieukh           |
| U+FFBC (65468) | ﾼ               | anderer Buchstabe, Silbe oder Ideogramm | links nach rechts           | HALFWIDTH HANGUL LETTER THIEUTH                  | Halbbreiter Hangeul-Jamo Thieuth           |
| U+FFBD (65469) | ﾽ               | anderer Buchstabe, Silbe oder Ideogramm | links nach rechts           | HALFWIDTH HANGUL LETTER PHIEUPH                  | Halbbreiter Hangeul-Jamo Phieuph           |
| U+FFBE (65470) | ﾾ               | anderer Buchstabe, Silbe oder Ideogramm | links nach rechts           | HALFWIDTH HANGUL LETTER HIEUH                    | Halbbreiter Hangeul-Jamo Hieuh             |
| U+FFC2 (65474) | ￂ               | anderer Buchstabe, Silbe oder Ideogramm | links nach rechts           | HALFWIDTH HANGUL LETTER A                        | Halbbreiter Hangeul-Jamo A                 |
| U+FFC3 (65475) | ￃ               | anderer Buchstabe, Silbe oder Ideogramm | links nach rechts           | HALFWIDTH HANGUL LETTER AE                       | Halbbreiter Hangeul-Jamo Ae                |
| U+FFC4 (65476) | ￄ               | anderer Buchstabe, Silbe oder Ideogramm | links nach rechts           | HALFWIDTH HANGUL LETTER YA                       | Halbbreiter Hangeul-Jamo Ya                |
| U+FFC5 (65477) | ￅ               | anderer Buchstabe, Silbe oder Ideogramm | links nach rechts           | HALFWIDTH HANGUL LETTER YAE                      | Halbbreiter Hangeul-Jamo Yae               |
| U+FFC6 (65478) | ￆ               | anderer Buchstabe, Silbe oder Ideogramm | links nach rechts           | HALFWIDTH HANGUL LETTER EO                       | Halbbreiter Hangeul-Jamo Eo                |
| U+FFC7 (65479) | ￇ               | anderer Buchstabe, Silbe oder Ideogramm | links nach rechts           | HALFWIDTH HANGUL LETTER E                        | Halbbreiter Hangeul-Jamo E                 |
| U+FFCA (65482) | ￊ               | anderer Buchstabe, Silbe oder Ideogramm | links nach rechts           | HALFWIDTH HANGUL LETTER YEO                      | Halbbreiter Hangeul-Jamo Yeo               |
| U+FFCB (65483) | ￋ               | anderer Buchstabe, Silbe oder Ideogramm | links nach rechts           | HALFWIDTH HANGUL LETTER YE                       | Halbbreiter Hangeul-Jamo Ye                |
| U+FFCC (65484) | ￌ               | anderer Buchstabe, Silbe oder Ideogramm | links nach rechts           | HALFWIDTH HANGUL LETTER O                        | Halbbreiter Hangeul-Jamo O                 |
| U+FFCD (65485) | ￍ               | anderer Buchstabe, Silbe oder Ideogramm | links nach rechts           | HALFWIDTH HANGUL LETTER WA                       | Halbbreiter Hangeul-Jamo Wa                |
| U+FFCE (65486) | ￎ               | anderer Buchstabe, Silbe oder Ideogramm | links nach rechts           | HALFWIDTH HANGUL LETTER WAE                      | Halbbreiter Hangeul-Jamo Wae               |
| U+FFCF (65487) | ￏ               | anderer Buchstabe, Silbe oder Ideogramm | links nach rechts           | HALFWIDTH HANGUL LETTER OE                       | Halbbreiter Hangeul-Jamo Oe                |
| U+FFD2 (65490) | ￒ               | anderer Buchstabe, Silbe oder Ideogramm | links nach rechts           | HALFWIDTH HANGUL LETTER YO                       | Halbbreiter Hangeul-Jamo Yo                |
| U+FFD3 (65491) | ￓ               | anderer Buchstabe, Silbe oder Ideogramm | links nach rechts           | HALFWIDTH HANGUL LETTER U                        | Halbbreiter Hangeul-Jamo U                 |
| U+FFD4 (65492) | ￔ               | anderer Buchstabe, Silbe oder Ideogramm | links nach rechts           | HALFWIDTH HANGUL LETTER WEO                      | Halbbreiter Hangeul-Jamo Weo               |
| U+FFD5 (65493) | ￕ               | anderer Buchstabe, Silbe oder Ideogramm | links nach rechts           | HALFWIDTH HANGUL LETTER WE                       | Halbbreiter Hangeul-Jamo We                |
| U+FFD6 (65494) | ￖ               | anderer Buchstabe, Silbe oder Ideogramm | links nach rechts           | HALFWIDTH HANGUL LETTER WI                       | Halbbreiter Hangeul-Jamo Wi                |
| U+FFD7 (65495) | ￗ               | anderer Buchstabe, Silbe oder Ideogramm | links nach rechts           | HALFWIDTH HANGUL LETTER YU                       | Halbbreiter Hangeul-Jamo Yu                |
| U+FFDA (65498) | ￚ               | anderer Buchstabe, Silbe oder Ideogramm | links nach rechts           | HALFWIDTH HANGUL LETTER EU                       | Halbbreiter Hangeul-Jamo Eu                |
| U+FFDB (65499) | ￛ               | anderer Buchstabe, Silbe oder Ideogramm | links nach rechts           | HALFWIDTH HANGUL LETTER YI                       | Halbbreiter Hangeul-Jamo Yi                |
| U+FFDC (65500) | ￜ               | anderer Buchstabe, Silbe oder Ideogramm | links nach rechts           | HALFWIDTH HANGUL LETTER I                        | Halbbreiter Hangeul-Jamo I                 |
| U+FFE0 (65504) | ￠              | Währungssymbol                          | europäisches Schlusszeichen | FULLWIDTH CENT SIGN                              | Vollbreites Centzeichen                    |
| U+FFE1 (65505) | ￡              | Währungssymbol                          | europäisches Schlusszeichen | FULLWIDTH POUND SIGN                             | Vollbreites Pfundzeichen                   |
| U+FFE2 (65506) | ￢              | mathematisches Symbol                   | anderes neutrales Zeichen   | FULLWIDTH NOT SIGN                               | Vollbreites Nicht-Zeichen                  |
| U+FFE3 (65507) | ￣              | modifizierendes Symbol                  | anderes neutrales Zeichen   | FULLWIDTH MACRON                                 | Vollbreites Makron                         |
| U+FFE4 (65508) | ￤              | anderes Symbol                          | anderes neutrales Zeichen   | FULLWIDTH BROKEN BAR                             | Vollbreiter gebrochener Strich             |
| U+FFE5 (65509) | ￥              | Währungssymbol                          | europäisches Schlusszeichen | FULLWIDTH YEN SIGN                               | Vollbreites Yenzeichen                     |
| U+FFE6 (65510) | ￦              | Währungssymbol                          | europäisches Schlusszeichen | FULLWIDTH WON SIGN                               | Vollbreites Wonzeichen                     |
| U+FFE8 (65512) | ￨               | anderes Symbol                          | anderes neutrales Zeichen   | HALFWIDTH FORMS LIGHT VERTICAL                   | Halbbreiter vertikaler Strich              |
| U+FFE9 (65513) | ￩               | mathematisches Symbol                   | anderes neutrales Zeichen   | HALFWIDTH LEFTWARDS ARROW                        | Halbbreiter Pfeil nach links               |
| U+FFEA (65514) | ￪               | mathematisches Symbol                   | anderes neutrales Zeichen   | HALFWIDTH UPWARDS ARROW                          | Halbbreiter Pfeil nach oben                |
| U+FFEB (65515) | ￫               | mathematisches Symbol                   | anderes neutrales Zeichen   | HALFWIDTH RIGHTWARDS ARROW                       | Halbbreiter Pfeil nach rechts              |
| U+FFEC (65516) | ￬               | mathematisches Symbol                   | anderes neutrales Zeichen   | HALFWIDTH DOWNWARDS ARROW                        | Halbbreiter Pfeil nach unten               |
| U+FFED (65517) | ￭               | anderes Symbol                          | anderes neutrales Zeichen   | HALFWIDTH BLACK SQUARE                           | Halbbreites schwarzes Quadrat              |
| U+FFEE (65518) | ￮               | anderes Symbol                          | anderes neutrales Zeichen   | HALFWIDTH WHITE CIRCLE                           | Halbbreiter weißer Kreis                   |